# Escola Pia de Sabadell
L'Escola Pia de Sabadell és un centre educatiu concertat de Sabadell, en funcionament des del 1818 i que pertany a l'Escola Pia de Catalunya. Del 1872 al 1880 l'escola s'allotjà a l'edifici de la Casa de la Vila de l'actual plaça de Sant Roc,seu des del 1885 de l'Ajuntament de Sabadell. Als Escolapis de Sabadell hi han estudiat molts fills il·lustres de la ciutat, com l'escriptor Joan Oliver o l'alcalde Antoni Farrés.

## L'edifici

Dibuix Escola Pia Sabadell acabada

L'edifici, obra de l'arquitecte Miquel Pascual i Tintorer, es va inaugurar l'any 1885. Conserva l'estructura original. Destaca la reixa de la tanca del carrer de l'Escola Pia (1908), l'escala i el passadís amb un arrimador de ceràmica esmaltada. Construït abraçant un pati en forma de ce, l'edifici està constituït per planta baixa i tres pisos. Les façanes exteriors estan endarrerides deixant un espai enjardinat entre l'edifici i el carrer, estan estucades i les seves finestres estan protegides amb trencaaigües de pedra. De l'interior cal destacar el Saló d'Actes exornat amb quadres a l'oli pintat per Josep Espinalt i uns medallons col·locats en el fris superior on apareixen bustos de sants relacionats amb l'Orde Calasància. En el corredor del claustre hi ha relleus sobre Josep de Calassanç, obra de Camil Fàbregas.
És un dels edificis més destacables de tota la ciutat de Sabadell. És tracta d'un edifici de dues plantes amb soterrani i església d'estil modernista amb influències gòtiques i barroques. De tot el conjunt escolar podem destacar l'escala principal la qual connecta amb tots els nivells de l'escola excepte el subsòl, i d'aquesta destaca la seva barana de ferro forjat i la claraboia que il·lumina tota l'escala amb una deliciosa llum natural. El sostre de l'escala principal està decorada amb motius florals i naturals, a l'estil barroc.

## L'església de Sant Agustí

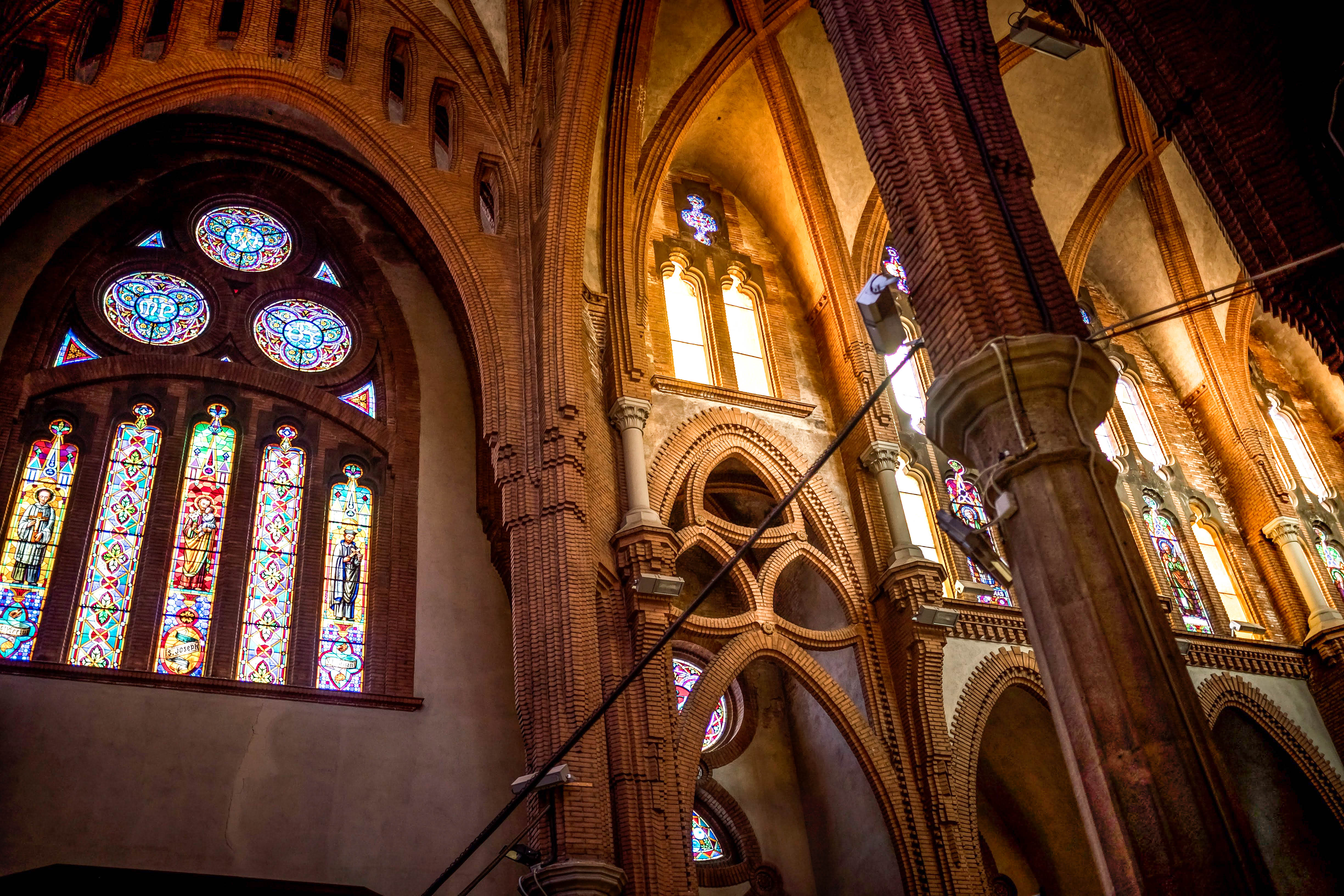
Vista interior de l'església de l'escola

Dins el recinte hi ha l'Església de Sant Agustí, monument protegit com a Bé Cultural d'Interès Local. L'Església de Sant Agustí, és una església de Sabadell que forma part de la propietat dels Pares Escolapis. Una església de façanes modernistes formada per una nau central de 12m d'ample i dues de laterals de 5,6m aproximadament d'estructura gòtica. L'església va començar les seves obres l'any 1924 i fou solemnement beneïda l'any 1932 encara que no estava acabada, faltant el campanar i la façana principal, elements que encara trobem a faltar en l'actualitat. L'abat de Montserrat Aureli Maria Escarré consagrà l'altar major el 30 de novembre de 1941. L'església està connectada amb l'Escola Pia de Sabadell a través de la sagristia o un passatge a la planta baixa amb una arquivolta in relleu de Sant Josep de Calassanç. L'església de Sant Agustí és una notable obra modernista, segons els plànols de l'arquitecte Bernardí Martorell i Puig, tot i que no està acabada tal com es veu en els plànols de l'església. Avui en dia l'església continua realitzant misses i eucaristies un cop per mes.

## Galería d'imatges

Dibuix Escola Pia Sabadell Acabada
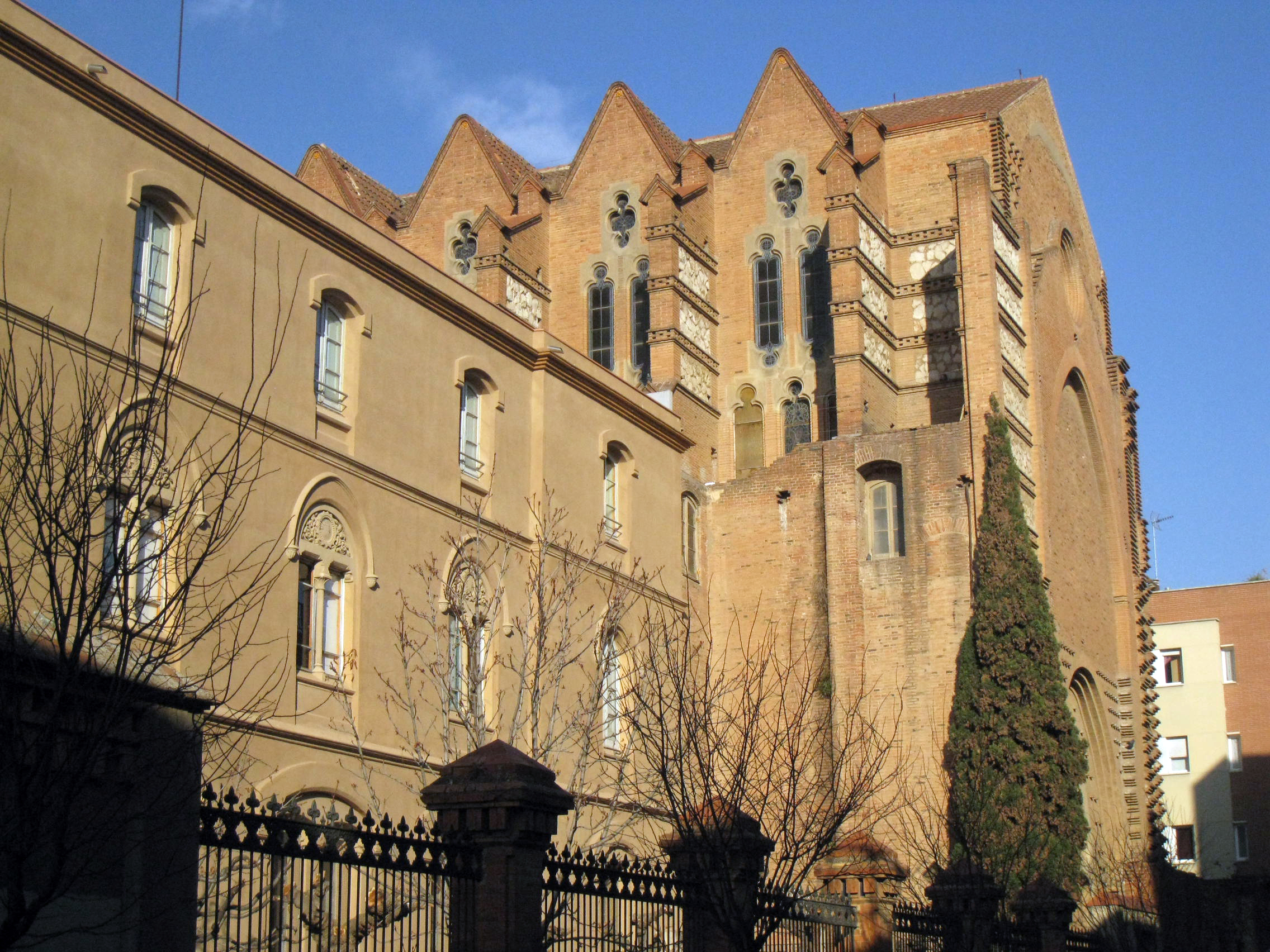
Escola Pia de Sabadell i església de Sant Agustí
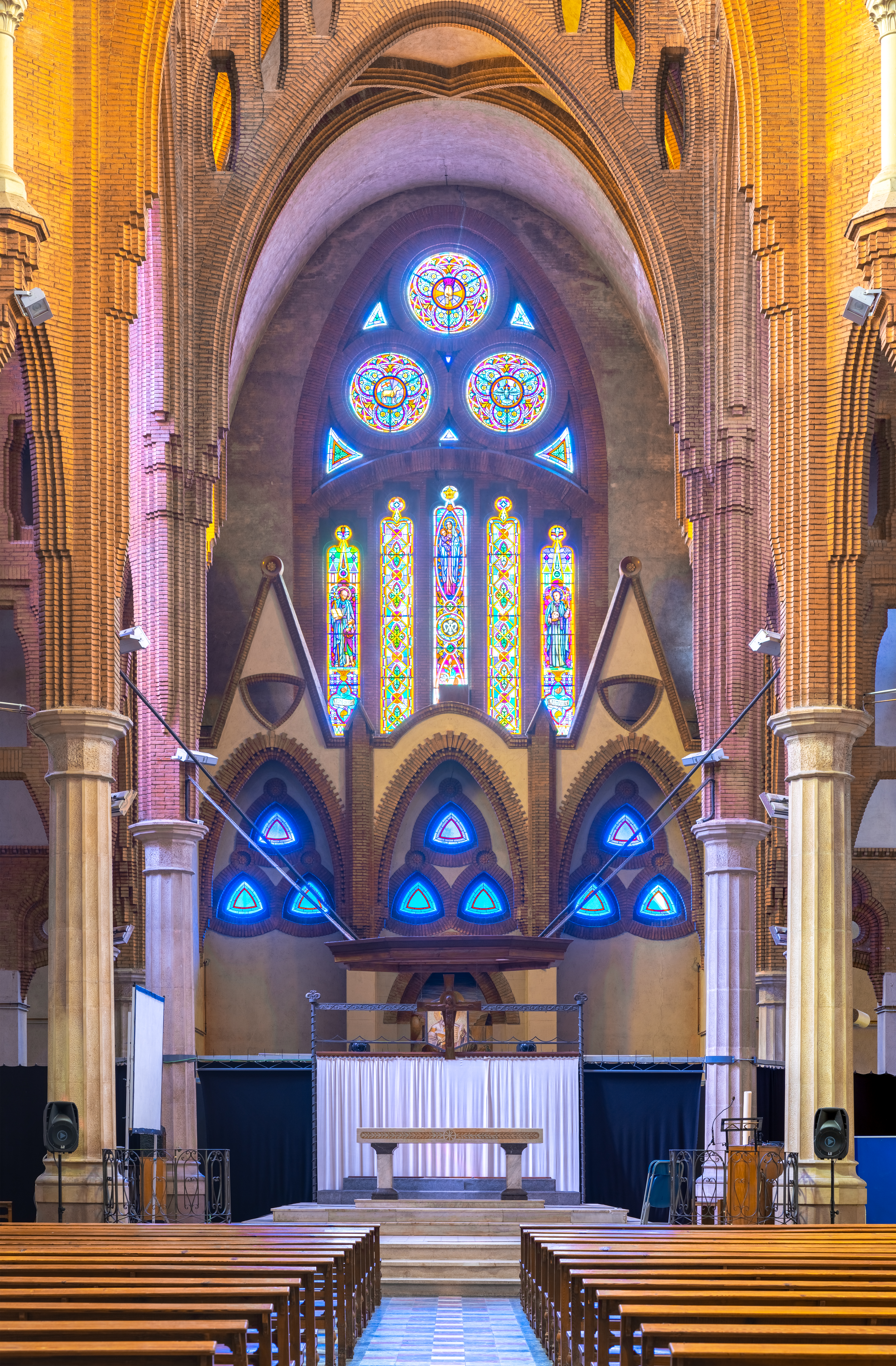
Nau central Sant Agustí
Pati gran Escola Pia
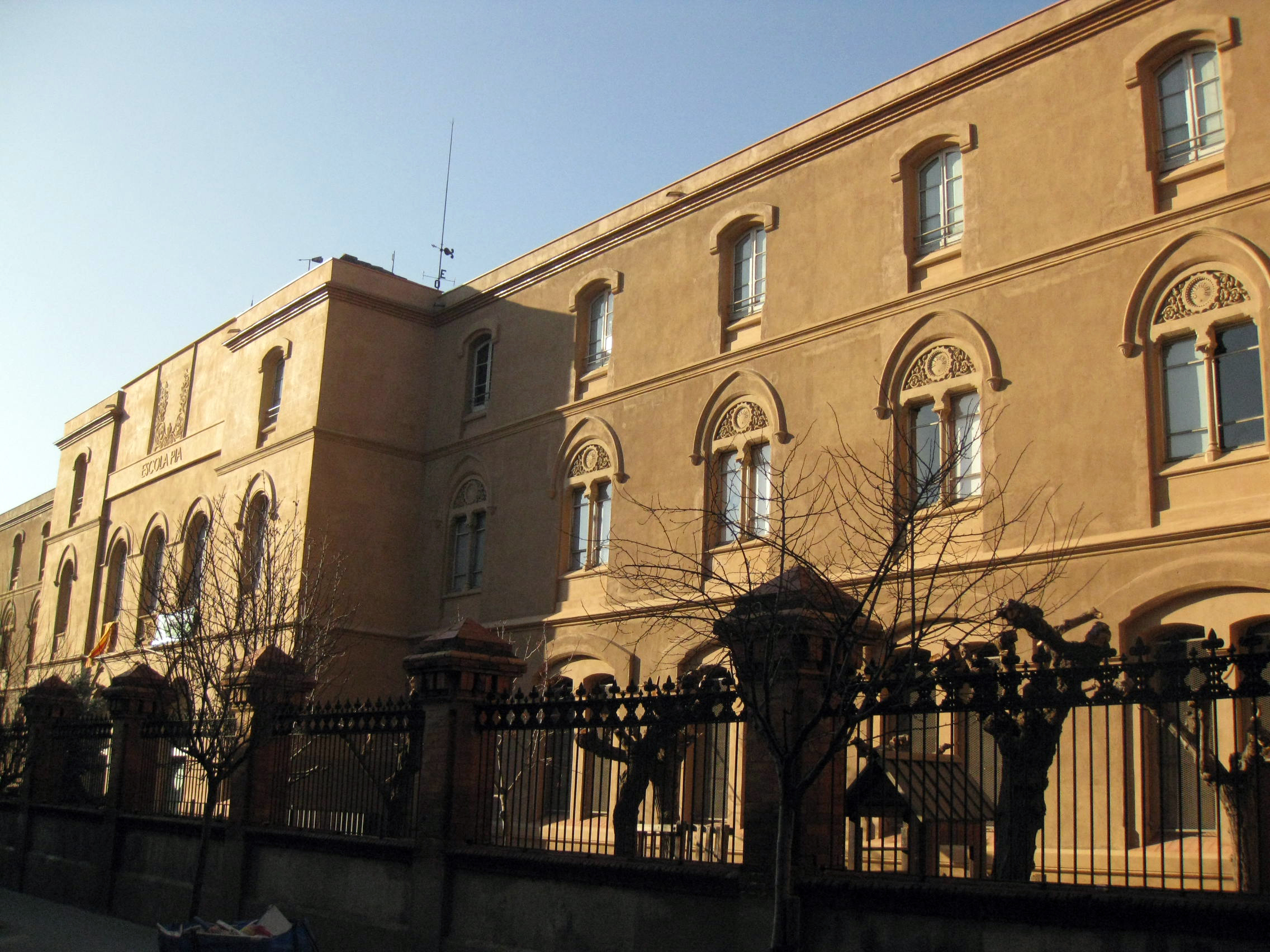
Escola Pia de Sabadell